# Starbåt
Ej att förväxla med Stjärnbåt

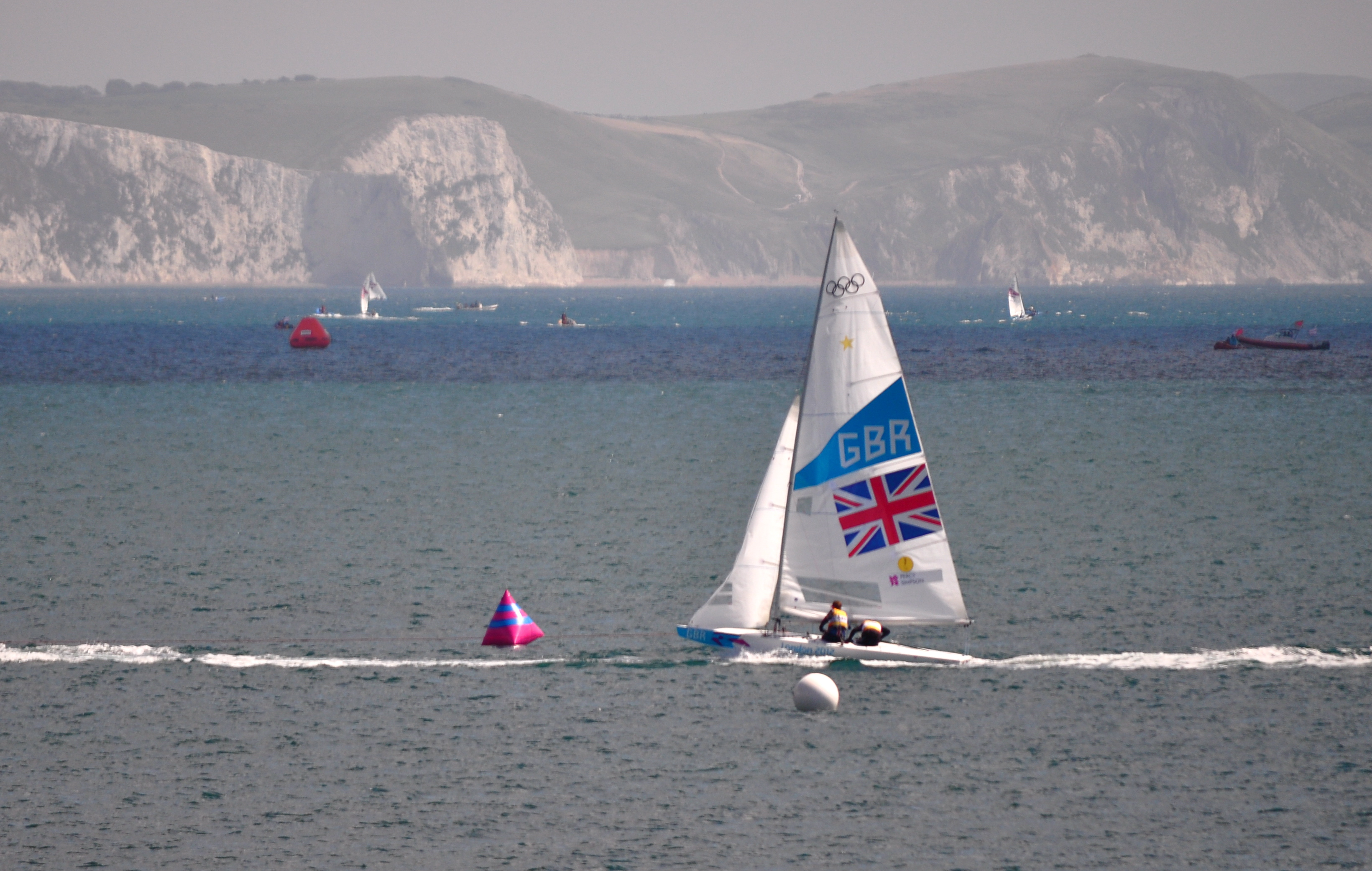
Iain Percy och Andrew Simpson i starbåtstävling i Weymouth vid 2012 års sommarolympiad

Klassmärke

Starbåt är en tvåmanssegelbåt med fock och storsegel. Starbåten är en av världens största kappseglingsklasser. Det är också en av de äldsta aktiva kappseglingsklasserna, Francis Sweisguth ritade båten 1911. Starbåten var en OS-klass mellan 1932 och 2012.

## Historia
Starbåten ritades 1911 av Francis Sweisguth. Från början byggdes starbåten med kortare mast och längre bom, men sedan 1929 är riggen oförändrad.
De första starbåtarna byggdes i trä men idag byggs starbåten vanligtvis i plast och med aluminiumrigg.
Starbåten - eller "staren" bland seglare - räknas som kappseglingens tungviktsklass. Båten är överriggad och har för båtens storlek ett mycket stort storsegel på en klen rigg, vilket gör den svårseglad och haveribenägen i hårda vindar.

## Kappsegling
Starbåten är en av världens största kappseglingsklasser och varje år seglas VM, EM, DM och SM. Vart fjärde år, till och med 2012, seglades även OS. Starbåten har varit med sedan Olympiska sommarspelen 1932, där Sverige tog bronsmedalj.
Starbåten har alltid lockat världens främsta seglare.
Fredrik Lööf var Sveriges mest framgångsrika Starbåtsseglare under 00-talet och har hamnat på medaljplats flera gånger i VM, EM och Olympiska spelen under perioden 2000 till 2012. En annan känd Starbåtsseglare är Sune Carlsson som seglat och vunnit flera SM och EM, samt även byggt ett stort antal starbåtar.

## Aktiva länder
Starbåten seglas i Australien, Europa, Nordamerika och Sydamerika. Områdena delas in i distrikt. Sverige tillhör Distrikt 10 tillsammans med Estland, Finland, Island, Lettland, Litauen, Norge och Polen.

## Fleeter
I distrikt 10 finns följande fleeter:

- Aros
- Rasta
- Finland
- Kattegatt
- Vinga  (vilande)
- Baltic (tidigare Sandhamn)
- Pater Noster
- Uppsala  (vilande)
- Birka
- Gefle Bay  (vilande)
- St. Petersburg

## Källhänvisningar
- Sailguide Starbåt